# Against All Odds (Take a Look at Me Now)
"Against All Odds (Take a Look at Me Now)" (ou apenas "Against All Odds") é uma música do baterista, cantor e compositor britânico Phil Collins. Foi gravado para a trilha sonora do  filme de 1984 com o mesmo nome. É uma poderosa balada em que seu protagonista implora a uma ex-namorada que "olhe para mim agora", sabendo que a reconciliação é "contra todas as probabilidades", considerando que vale a pena tentar. O single alcançou o 2º lugar no Reino Unido, enquanto alcançou o 1º lugar na Billboard Hot 100 nos Estados Unidos, o primeiro de sete número 1 nos EUA de Collins em sua carreira solo. "Against All Odds (Take a Look at Me Now)" também liderou as paradas no Canadá, Irlanda e Noruega.
A música foi regravada por vários cantores, algumas versões bem-sucedidas nos mercados dos EUA e do Reino Unido. A música alcançou duas vezes o número 1 na parada de singles do Reino Unido: a parceria de Mariah Carey e a boyband Westlife, em setembro de 2000 e, novamente, por Steve Brookstein, o primeiro vencedor do The X Factor, em janeiro de 2005.

## Versão de Phil Collins

### Antecedentes ea escrita
Collins foi convidado a escrever a música-título do filme Against All Odds enquanto ela ainda estava em sua "forma bruta". No momento em que a trilha sonora estava sendo concluída, Collins estava em turnê com o Genesis. O diretor Taylor Hackford voou para Chicago para assistir a um dos shows da banda. Collins assistiu o filme em um gravador de fita em seu quarto de hotel e concordou em aparecer na trilha sonora.
Originalmente intitulada "How Can You Just Sit There?", A música foi inicialmente gravada nas sessões do álbum solo de estreia de Collins, Face Value (1981). Collins escreveu a música, enquanto o arranjador Arif Mardin a produziu. A performance de piano é do músico de Nova York Rob Mounsey. Piano, baixo, teclado e uma seção de cordas organizada e conduzida por Mardin foram gravados no RCA Studios, em Nova York, enquanto Collins gravou vocais e bateria em Los Angeles.
No episódio 339 de This American Life, "Break Up", Collins retransmite que a música foi inspirada e escrita logo após o rompimento entre ele e sua primeira esposa. Na entrevista, ele diz que o divórcio o transformou de músico em também letrista.
A música foi incluída pela primeira vez em um álbum de Collins na compilação de 1998 Hits, e também apareceu em sua compilação Love Songs: A Compilation... Old and New (2004). Uma performance ao vivo da música também aparece no álbum Serious Hits ... Live!. Em 2015, Collins lançou a gravação demo original das sessões do Face Value como parte de seu projeto Take A Look At Me Now.

### Uso e associação com o filme
"Against All Odds" foi criado explicitamente para o filme, embora tenha sido baseado em uma música inédita que Collins havia escrito em 1981. Hackford, que anteriormente usava uma música para o drama americano An Officer and a Gentleman de 1982, planejava o mesmo para o filme Against All Odds de 1984, que é um remake de Out of the Past. Quando assinou com a Atlantic Records, ele recebeu uma lista de artistas, entre os quais Collins foi escolhido para apresentar a música-tema do filme com base na qualidade de sua voz. Hackford disse que era um "caso de desenho de uma música para refletir o que é o filme". A música aparece no filme como música de fundo durante os créditos finais.
Ao escrever para a crítica da trilha sonora, a editora do Allmusic, Heather Phares, afirmou que o filme é mais lembrado pela inclusão da "clássica música tema" de Collins. Phares acrescentou que a música "permanece não apenas como um dos singles definitivos de Collins, mas uma das melhores canções de amor dos anos 80". O diretor Hackford também teve a mesma opinião, afirmando que "decididamente" ajudou o filme: as pessoas identificaram a música com o filme e foram assistir. Quando o single alcançou os cinco primeiros lugares, contribuiu para o aumento das vendas de bilheteria do filme.

### Recepção
"Against All Odds" ganhou o Grammy Awards de Melhor Performance Masculina Pop em 1985, foi nomeado para Canção do Ano e para um Oscar e também para um Globo de Ouro na categoria de Melhor Canção Original. Na cerimônia do Oscar, Collins não foi convidado a cantar sua música no palco e, em vez disso, sentou-se na platéia enquanto a dançarina Ann Reinking fazia uma performance vocal principalmente sincronizada com os lábios, acompanhada de uma coreografia de dança. O desempenho de Reinking foi mal recebido pelos críticos do Los Angeles Times e People, bem como pelo próprio Collins em uma entrevista para a Rolling Stone.
Quando outra música de Collins que tocava para um filme, "Separate Lives", estava sendo indicada ao Oscar, em entrevistas sobre o desprezo original da Academia por "Against All Odds", Collins brincava dizendo "o inferno com ele - eu também vou subir", referindo-se ao que ele faria se a música escrita por Stephen Bishop ganhasse o prêmio. Collins perdeu para a música "I Just Called to Say I Love You" de Stevie Wonder.
O rapper RZA nomeou "Against All Odds" como sua balada favorita em um artigo sobre essas músicas no Spin.

### Desempenho comercial
Após seu lançamento, "Against All Odds" alcançou o segundo lugar como single em 1984 e se tornou o terceiro single entre os dez primeiros de Collins no Reino Unido. Nos EUA, alcançou o número 1 na Billboard Hot 100 por três semanas na primavera de 1984. A Billboard classificou-a como a música número 5 em 1984.
É a primeira de seis músicas de Collins escritas especificamente para uma trilha sonora de filme que aparecereu no Hot 100.

### Videoclipe
O videoclipe do single foi dirigido por Taylor Hackford, produzido por Jeffrey Abelson através da Parallax Productions e fotografado por Daniel Pearl. Hackford recebeu US$ 20.000 (de um orçamento total de US $ 45.000) por um clipe completo de Collins. O videoclipe foi lançado em fevereiro de 1984. Um videoclipe nº 1 na MTV por várias semanas, a MTV classificou-o como nº 4 em sua contagem regressiva entre os 20 primeiros. Gary LeMel, supervisor de música da Columbia, sentiu que o videoclipe da MTV aumentou a arrecadação de bilheteria da Against All Odds em pelo menos US$ 5 milhões.

### Desempenho nas paradas musicais
| Tabela musical (1984)                   | Melhor posição |
| --------------------------------------- | -------------- |
| África do Sul (Springbok Radio)         | 9              |
| Alemanha (Offizielle Deutsche Charts)   | 9              |
| Austrália (Kent Music Report)           | 3              |
| Áustria (Ö3 Austria Top 75)             | 13             |
| Bélgica (Ultratop 50 de Flandres)       | 4              |
| Canadá (RPM)                            | 1              |
| Dinamarca (Hitlisten)                   | 2              |
| Estados Unidos (Billboard Hot 100)      | 1              |
| Estados Unidos (Adult Contemporary)     | 2              |
| Estados Unidos (Mainstream Rock Tracks) | 1              |
| Finlândia (Suomen virallinen lista)     | 5              |
| França (SNEP)                           | 20             |
| Irlanda (IRMA)                          | 1              |
| Israel (IBA)                            | 1              |
| Itália (FIMI)                           | 3              |
| Noruega (VG-lista)                      | 1              |
| Nova Zelândia (Recorded Music NZ)       | 3              |
| Países Baixos (Dutch Top 40)            | 10             |
| Polônia (LP3)                           | 8              |
| Reino Unido (UK Singles Chart)          | 2              |
| Suécia (Sverigetopplistan)              | 3              |
| Suíça (Schweizer Hitparade)             | 4              |

## Versão de Mariah Carey
A cantora estadunidense Mariah Carey co-produziu sua versão da música com James Harris III e Terry Lewis para seu sétimo álbum de estúdio Rainbow, lançado em 1999. Foi lançado em 29 de maio de 2000, como o terceiro e último single do álbum. Carey co-produziu a edição da música com Steve Mac.
Embora a música tenha sido promovida como parte do Rainbow nos EUA, ela não foi lançada comercialmente ou nas rádios de lá. Foi lançado inicialmente em alguns mercados no início de 2000. Esse também foi seu último single com a então gravadora Columbia. A música alcançou o top 20 em vários países. O pico mais alto da música foi o número dois na Noruega.
O vídeo para a versão de Carey da canção, dirigido por Paul Misbehoven, consiste em uma montagem de cenas de Carey cantando a música em várias apresentações da Rainbow World Tour.

### Recepção crítica
O cover de Mariah Carey de "Against All Odds (Take a Look at Me Now)" recebeu críticas positivas. Danyel Smith, da Entertainment Weekly, escreveu: "Os ouvintes de olho nos tablóides podiam lê-la de perto, cantando a regravação do hit de Phil Collins de 1984, "Against All Odds (Take a Look at Me Now)". Elysa Gardner do L.A. Times, chamou esse cover de "surpreendentemente fiel, franco" e "ela resiste à tendência de embelezar notas demais e se concentra no que realmente importa: a melodia e as letras". A editora da MTV Asia, Dara Cook, escreveu: "Mariah se diverte no traje melódico de Phil Collins dos anos 80, apropriadamente finge ser um carregador com emoções exageradas. Ela sobe delicadamente os primeiros versos escassamente acompanhados - mas, infelizmente, esse maldito rufar de tambores logo soa e as cordas bufantes e a ginástica vocal se seguem". Arion Berger, da Rolling Stone, não foi feliz com sua avaliação da regravação, no qual ele chamou de "Gotejamento do hit pop dos anos 80".

### Singles
CD Single
1. "Against All Odds (Take A Look At Me Now)" - 3:25
2. "Crybaby" – 5:19
3. "Thank God I Found You (Edição de rádio de Stargate)" – 4:21
4. "Can't Take That Away (Morales Club Mix)" – 3:57

12" Single
1. "Against All Odds (Pound Boys Main Mix)" – 9:09
2. "Against All Odds (Pound Boys Radio Edit)" – 3:37
3. "Against All Odds (Pound Boys Deep Dub)" – 8:12
4. "Against All Odds (Pound Boys Dub)" – 6:56

### Desempenho nas paradas musicais
| Tabela musical (2000)             | Melhor posição |
| --------------------------------- | -------------- |
| Alemanha (Official German Charts) | 29             |
| Bélgica (Ultratop 50 de Flandres) | 26             |
| Bélgica (Ultratop 50 da Valônia)  | 15             |
| Europa (European Hot 100 Singles) | 36             |
| França (SNEP)                     | 18             |
| Itália (FIMI)                     | 17             |
| Noruega (VG-lista)                | 2              |
| Países Baixos (Dutch Top 40)      | 27             |
| Países Baixos (Single Top 100)    | 20             |
| Polônia (LP3)                     | 40             |
| Suíça (Schweizer Hitparade)       | 20             |

| Tabela musical (2000)          | Melhor posição |
| ------------------------------ | -------------- |
| Bélgica (Ultratop 50 Wallonia) | 42             |
| França (SNEP)                  | 74             |
| Países Baixos (Dutch Top 40)   | 200            |
| Suíça (Schweizer Hitparade)    | 93             |

## Versão de Westlife e Mariah Carey
Carey relançou a música em colaboração com a boyband irlandesa Westlife. A música foi lançada como o primeiro single do segundo álbum da banda, Coast to Coast. A canção foi lançada em 15 de setembro de 2000, após a versão solo de Carey. Os vocais de Carey da versão solo foram retidos para o dueto, embora a faixa instrumental foi reproduzida com um som mais orgânico completo com violinos. O videoclipe mostra Carey e Westlife gravando a música e explorando a ilha de Capri de barco.
O single chegou ao número um na Escócia, Reino Unido e Irlanda, enquanto alcançou o número três na parada continental, European Hot 100 Singles. Tornou-se o segundo single de Carey a liderar o UK Singles Chart e o sexto single número um consecutivo do Westlife. A música vendeu 440.000 cópias no total no Reino Unido. Ele é o sexto mais vendido do Westlife individualmente (categorias de vendas pagas-para vendas e combinados) de todos os tempos e seu décimo quinto mais baixado no Reino Unido.
A versão britânica do single inclui um CD aprimorado de edição limitada com vídeo, pôster e versão somente do Westlife e CD com entrevista em vídeo e mangas de imagem do Westlife. Devido ao seu sucesso europeu, o single é destaque nas edições internacionais dos álbuns de compilação de Carey, Greatest Hits (2001) e #1 to Infinity (2015).

### Lista de faixas
- Reino Unido

CD1
1. "Against All Odds" - 3:21
2. "Against All Odds" (Pound Boys Main Mix) – 9:09
3. "Against All Odds" (versão solo de Mariah Carey) – 3:21
4. "Westlife Interview" – 4:00

CD2
1. "Against All Odds" – 3:21
2. "Against All Odds" (versão solo de Westlife) – 3:21
3. "Against All Odds" (Pound Boys Dub) – 6:48
4. "Against All Odds" (Video) – 3:21

 Cassette
1. "Against All Odds" – 3:21
2. "Against All Odds" (Pound Boys) – 3:48

- Japão

1. "Against All Odds" – 3:21
2. "Against All Odds" (edição de rádio de Pound Boys) – 3:48
3. "Against All Odds" (versão solo de Mariah Carey) – 3:21
4. "Against All Odds" (Instrumental) – 3:21

### Desempenho nas paradas musicais e certificação
| Tabela musical (2000)             | Melhor posição |
| --------------------------------- | -------------- |
| Austrália (ARIA)                  | 52             |
| Bélgica (Ultratop 50 de Flandres) | 50             |
| Bélgica (Ultratop 50 da Valônia)  | 31             |
| Escócia (Scottish Singles Chart)  | 1              |
| Europa (European Hot 100 Singles) | 3              |
| Irlanda (IRMA)                    | 1              |
| Japão (Oricon Singles Chart)      | 78             |
| Países Baixos (Dutch Top 40)      | 35             |
| Países Baixos (Single Top 100)    | 29             |
| Reino Unido (UK Singles Chart)    | 1              |
| Suécia (Sverigetopplistan)        | 3              |

| Tabela musical (2000)                 | Melhor posição |
| ------------------------------------- | -------------- |
| Países Baixos (Dutch Top 40)          | 19             |
| Reino Unido (Official Charts Company) | 28             |
| Suécia (Sverigetopplistan)            | 47             |

| Região            | Certificação | Vendas  |
| ----------------- | ------------ | ------- |
| Reino Unido (BPI) | Ouro         | 400,000 |